# Faune A. Chambers
Faune Alecia Chambers (Miami, 23 settembre 1976) è un'attrice e ballerina statunitense.
Conosciuta per il suo ruolo nel film Epic Movie e in White Chicks. Ha recitato anche in Austin Powers in Goldmember, in Ragazze nel pallone: la rivincita e nel film Il curioso caso di Benjamin Button.

## Filmografia

### Cinema
- Austin Powers - La spia che ci provava (Austin Powers: The Spy Who Shagged Me), regia di Jay Roach (1999)
- Beautiful - Una vita da miss (Beautiful), regia di Sally Field (2000)
- Il sogno di Calvin (Like Mike), regia di John Schultz (2002)
- Austin Powers in Goldmember, regia di Jay Roach (2002)
- Ragazze nel pallone - La rivincita (Bring It on Again), regia di Damon Santostefano (2004)
- Breakin' All the Rules, regia di Daniel Taplitz (2004)
- White Chicks, regia di Keenen Ivory Wayans (2004)
- A Dream Deferred, regia di Troy Ransome (2004) - cortometraggio
- In due per la vittoria (The Cutting Edge: Going for the Gold), regia di Sean McNamara (2006)
- Epic Movie, regia di Jason Friedberg e Aaron Seltzer (2007)
- Show Stoppers, regia di Barry Bowles (2008)
- Il curioso caso di Benjamin Button (The Curious Case of Benjamin Button), regia di David Fincher (2008)
- Krews, regia di Hilbert Hakim (2010)
- C'mon Man, regia di Kenny Young (2012)
- Redemption of a Dog, regia di Paul D. Hannah (2012)
- The Cheaters Club, regia di Paul D. Hannah (2017)
- 11 settembre: Senza scampo (9/11), regia di Martin Guigui (2017)

### Televisione
- Save the Last Dance, regia di Robert Iscove (2002)
- Ne-Yo: Mad, regia di Diane Martel (2008) - cortometraggio
- Merry Ex-Mas, regia di Kenny Young (2016)
- A Royal Christmas Ball, regia di David DeCoteau (2017)

### Serie TV
- Tutti amano Raymond (Everybody Loves Raymond) – serie TV, episodi 3x24 (1999)
- Nikki – serie TV, episodi 1x18-2x9-2x18 (2001-2002)
- All of Us – serie TV, episodi 2x3 (2004)
- Listen Up – serie TV, episodi 1x14 (2005)
- Las Vegas – serie TV, episodi 3x14 (2006)
- Eve – serie TV, episodi 3x16 (2006)
- The Game – serie TV, episodi 1x17 (2007)
- Psych – serie TV, episodi 3x09 (2008)
- Dr. House - Medical Division (House M.D.) – serie TV, episodi 5x19 (2009)
- Love That Girl! – serie TV, episodi 1x4 (2010)
- Milk & Honey – serie TV, episodi 1x1 (2012)
- Family Time – serie TV, episodi 5x4 (2017)

## Doppiatrici italiane
Nelle versioni in italiano delle opere in cui ha recitato, Faune A. Chambers è stata doppiata da:
- Perla Liberatori in Ragazze nel pallone - La rivincita
- Laura Boccanera in White Chicks
- Laura Romano in Epic Movie
- Chiara Gioncardi in Psych
- Selvaggia Quattrini in Dr. House - Medical Division